# Resolutie 283 Veiligheidsraad Verenigde Naties
Resolutie 283 van de Veiligheidsraad van de Verenigde Natiess werd op 29 juli 1970 aangenomen met dertien stemmen voor, geen tegen en de onthoudingen van Frankrijk en het Verenigd Koninkrijk. De Veiligheidsraad vroeg alle landen om een einde te maken aan hun diplomatieke- en handelsrelaties in Namibië en Zuid-Afrika duidelijk te maken dat ze hun bestuur in dat land illegaal vinden.

## Achtergrond
Zuid-Afrika had na de Eerste Wereldoorlog een mandaat gekregen om Zuidwest-Afrika, het huidige Namibië, te besturen. Daar kwam tegen de jaren zestig verzet tegen. Zeker nadat Zuid-Afrika een politiek van apartheid begon te voeren, kwam er ook internationaal verzet, en in 1968 beëindigde de Verenigde Naties het mandaat. Zuid-Afrika weigerde Namibië te verlaten en hun verdere aanwezigheid werd door de VN illegaal verklaard.

## Inhoud
De Veiligheidsraad:
- Bevestigt andermaal het recht van het Namibische volk op vrijheid en onafhankelijkheid.
- Bevestigt de resoluties 264 en 276, waarin de beëindiging van het Zuid-Afrikaanse mandaat over Zuidwest-Afrika en de overname van de verantwoordelijkheid over het territorium door de VN werd erkend en de blijvende aanwezigheid van Zuid-Afrika en zijn handelingen illegaal werden verklaard.
- Herinnert aan resolutie 269.
- Merkt tot zijn bezorgdheid dat Zuid-Afrika de geëiste terugtrekking blijft weigeren.
- Is bezorgd dat de afdwinging van Zuid-Afrikaanse wetten de internationale status van het territorium schendt.
- Herbevestigt resolutie 282 over het wapenembargo tegen Zuid-Afrika en het belang daarvan voor Namibië.
- Herinnert zich de beslissing van 30 januari om een subcomité op te richten om manieren te zoeken om de VN-resoluties af te dwingen.
- Heeft het rapport met de aanbevelingen van dat subcomité bestudeerd.
- Denkt aan de speciale verantwoordelijkheid van de VN voor de Namibische natie en haar volk.

1. Vraagt alle landen geen relaties met Zuid-Afrika aan te gaan die erkenning van Zuid-Afrika's bestuur van Namibië impliceren.
2. Roept alle landen die diplomatieke betrekkingen hebben met Zuid-Afrika op om dat land formeel te verklaren dat ze hun bestuur in Namibië niet erkennen en hun aanwezigheid illegaal vinden.
3. Roept deze landen op om diplomatieke betrekkingen die verbreid zijn tot Namibië te beëindigen en terug te trekken.
4. Roept alle landen op om te zorgen dat de door hun staat gecontroleerde bedrijven alle handelsactiviteiten met Namibië stopzetten.
5. Roept alle landen op om bedrijven buiten hun controle leningen, garanties en andere steun te ontzeggen die handel met Namibië zou ondersteunen.
6. Roept alle landen op te verzekeren dat bedrijven onder hun controle alle investeringen in Namibië stopzetten.
7. Roept alle landen op om bedrijven buiten hun controle te ontmoedigen om dergelijke investeringen te doen.
8. Vraagt alle landen om onmiddellijk alle bilaterale verdragen die ze hebben met Zuid-Afrika en die ook op Namibië slaan te herbekijken.
9. Vraagt secretaris-generaal U Thant om onmiddellijk alle multilaterale verdragen waarvan Zuid-Afrika partij is en die mogelijk ook op Namibië slaan te bekijken.
10. Vraagt de VN-Raad voor Namibië haar studie en voorstellen inzake paspoorten en visa voor Namibiërs aan de Veiligheidsraad over te maken en voorstellen te doen voor speciale paspoort- en visaregelingen die lidstaten moeten aannemen inzake reizen van hun burgers naar Namibië.
11. Roept alle landen op om toerisme en emigratie naar Namibië te ontmoedigen.
12. Vraagt de Algemene Vergadering om tijdens haar 25e sessie een fonds voor Namibiërs die hebben geleden door vervolging en een opleidingsprogramma voor Namibiërs met betrekking tot hun toekomstige administratieve verantwoordelijkheid voor het territorium op te zetten.
13. Vraagt alle landen om te rapporteren over de maatregelen die ze hebben genomen om deze resolutie uit te voeren.
14. Beslist het subcomité over Namibië opnieuw op te richten om manieren voor te stellen om de VN-resoluties te doen afdwingen.
15. Vraagt het subcomité om de antwoorden van de overheden aan de secretaris-generaal in verband met paragraaf °13 te bestuderen en hierover te rapporteren.
16. Vraagt de secretaris-generaal om het subcomité bij te staan.
17. Beslist actief op de hoogte te blijven van deze zaak.

## Verwante resoluties
- Resolutie 269 Veiligheidsraad Verenigde Naties
- Resolutie 276 Veiligheidsraad Verenigde Naties
- Resolutie 284 Veiligheidsraad Verenigde Naties
- Resolutie 300 Veiligheidsraad Verenigde Naties

Lijst ·  276 ·  277 ·  278 ·  279 ·  280 ·  281 ·  282 ·  283 ·  284 ·  285 ·  286 ·  287 ·  288 ·  289 ·  290 ·  291